# Excelsior (restaurant)
Excelsior was een restaurant in Hotel de l'Europe in Amsterdam in Nederland. Het had één Michelinster in de periodes 1957-1970 en 1987-1992. Restaurant Excelsior sloot in 2010 en werd opgevolgd door restaurant Bord'Eau.

## Chef-koks
Onder meer:
- B. Koeleman 1938-1940[8][9]
- Gerard Dresscher 1979-1989[10][11]
- Imko Binnerts 1989-1994[12][13]
- Jean Jacques Menanteau 1994-2010[14][15]
- Richard van Oostenbrugge 2010[16]